# Hercules and Love Affair
Hercules and Love Affair é uma banda do dance, pop e disco do Nova York, do cantor, compositor, DJ e americano produtor Andy Butler, nascida em 2004. Após assinar contrato com o selo DFA Records, Andy Butler lançou o álbum Hercules and Love Affair  em 2008 que recebeu aclamação da crítica generalizada. Seu single de estreia "Blind" com Anohni (Antony Hegarty, vocalista de da banda Antony and the Johnsons), foi listado como Canção do Ano pela Pitchfork em 2008.
O grupo convida regularmente outros cantores e cantoras para se juntarem a eles em seus discos, curti Kele Okereke do Bloc Party sobre "Step Up" em 2011, Faris Badwan do the Horrors sobre "Controller" o Sharon Van Etten sobre "Omnion" em 2017.
Em junho de 2022 o grupo retorna com um quinto álbum In Amber composto em estreita colaboração com Anohni. Andy Butler novamente colaboram com Anohni em seis faixas do álbum, incluindo os singles "Poisonous Storytelling" e "One". O primeiro single "Grace" é um dueto de Andy Butler com a cantora islandesa Elin Ey. A banda também trabalhou com Budgie, o baterista do Siouxsie and the Banshees por sugestão de Anohni.
A banda estará em turnê neste verão, incluindo um show como atração principal no "San Miguel Tribu Festival", na Espanha, em Burgos, no dia 16 de setembro.

## Discografia

### Álbuns
- Hercules and Love Affair (2008, DFA Records) Billboard 200 #191, UK Albums Chart #31
- Blue Songs (2011)
- The Feast of the Broken Heart (2014)
- Omnion (2017)
- In Amber (com Anohni de Antony and the Johnsons) (17 de junho de 2022 Skint Records/BMG)

### DJ mixes
- Sidetracked (2009, Renaissance Recordings)

### Singles
- "Classique #2"/"Roar" (2007, DFA Records)
- "Blind" ( 2008, DFA Records) UK Singles Chart #40, Italy Singles Chart #12
- "You Belong" (2009, DFA Records)